# Mihaela Stoica-Pogăceanu
Mihaela Stoica-Pogăceanu (née le 27 janvier 1958) est une athlète roumaine.

## Palmarès
- Championnats d'Europe d'athlétisme en salle de 1990 à Glasgow :
  -  Médaille de bronze sur 60 mètres haies